# Þórunn Sveinbjarnardóttir
En aquest nom islandès, el darrer nom és un patronímic, no pas un cognom. La manera de referir-se a aquesta persona és pel nom de pila.
Þórunn Sveinbjarnardóttir (la lletra Þ equival al so de fricativa dental sorda representat per th) (Reykjavik, 22 de novembre de 1965) és una política islandesa. Graduada a la Universitat d'Islàndia i a l'Escola d'Estudis Internacionals Avançats Paul H. Nitze (en la seva seu a Bolonya) va ser Ministra de Medi Ambient i Recursos Naturals del 24 de maig de 2007 fins al 2009. Va ser membre del Parlament d'Islàndia entre el 1999 i el 2011, primer elegida com a membre de la Llista de les Dones i després de l'Aliança Socialdemòcrata.